# Shivrajpur
Shivrajpur là một thị xã và là một nagar panchayat của quận Kanpur Nagar thuộc bang Uttar Pradesh, Ấn Độ.

## Nhân khẩu
Theo điều tra dân số năm 2001 của Ấn Độ, Shivrajpur có dân số 10.175 người. Phái nam chiếm 54% tổng số dân và phái nữ chiếm 46%. Shivrajpur có tỷ lệ 62% biết đọc biết viết, cao hơn tỷ lệ trung bình toàn quốc là 59,5%: tỷ lệ cho phái nam là 69%, và tỷ lệ cho phái nữ là 55%. Tại Shivrajpur, 16% dân số nhỏ hơn 6 tuổi.